# Thackerville (Oklahoma)
Thackerville es un pueblo ubicado en el condado de Love en el estado estadounidense de Oklahoma. En el año 2010 tenía una población de 	445 habitantes y una densidad poblacional de 80,91 personas por km².

## Geografía
Thackerville se encuentra ubicado en las coordenadas 33°47′45″N 97°8′37″O / 33.79583, -97.14361 (33.795874, -97.143677).

## Demografía
Según la Oficina del Censo en 2000 los ingresos medios por hogar en la localidad eran de $22,750 y los ingresos medios por familia eran $45,893. Los hombres tenían unos ingresos medios de $29,375 frente a los $18,611 para las mujeres. La renta per cápita para la localidad era de $19,605. Alrededor del 13.5% de la población estaban por debajo del umbral de pobreza.